# Bayonne (település, Pyrénées-Atlantiques)
Bayonne (ejtsd: bajon, IPA: [bajɔn], baszkul Baiona) város Délnyugat-Franciaországban, a Nive és az Adour folyók összefolyásánál, Pyrénées-Atlantiques megyében. Franciaország kulturális és történelmi városa címet viseli.

## Története
A város mai területén már i. e. 3. században római tábor volt, melynek Lapurdum volt a neve. 840-ben feltűntek a vikingek és 842-ben letelepedtek a város körül. Bayonne kulcsfontosságú hellyé vált az Adour és az Ebro közötti kereskedelmi útvonalon, amely egyben a Mediterráneumot kötötte össze az atlanti térséggel. Ez a kereskedelmi útvonal volt a fő célja a dán megszállásnak Franciaországban, mivel ezen a kereskedelmi úton keresztül szerették volna elérni Tatosát, ami akkoriban a fő kereskedelmi központ volt Európában.
A 12. századtól a város fontos kikötő lett, amiatt a városban keveredett a baszk és a Gascogne-i lakosság. Aquitania részeként Bayonne-t is elfoglalták az angolok és 1452-ig kereskedelmi központja volt az Angol Királyság déli részének.
Jelentősége némileg csökkent, amikor VII. Károly francia király a százéves háború végén elfoglalta a várost és eközben az Adour folyása is megváltozott. A franciák azonban stratégiai helyet építettek Bayonne-ból és 1578-ban csatornát építettek, amely a folyót a városba irányította.
Bayonne kitartóan ellenállt a számos ostromnak a Plantagenêt-család uralkodása alatt egészen az első francia köztársaság végéig, 1814-ig. A 17. században Vauban francia marsall erődrendszert épített ki a városban. 1814-ben  Wellington tábornok  serege ostromolta a várost a napóleoni háborúk alatt. A várost csak azután adták fel, miután Wellington tábornok serege pontonhidat épített az Adouron és a tüzérség teljesen körülvette az erődöt.
A spanyolországi baszkok is Bayonne-ban kerestek menedéket a 20. században, a Franco-rezsim alatt, ezért található Petit Bayonne-ban a baszk nemzet központja.
A 19. század közepétől Bayonne ismét kezdi elveszteni jelentőségét a Párizs felé irányuló centralizációból kifolyólag. Párizzsal a vasút 1854 óta köti össze. Bayonne része Bayonne-Anglet-Biarritz konglomerációnak, melynek több mint 200 000 lakosa van.

## Kultúra
- Musée Bonnat
- Gojira (Metál zenekar)

## Híres szülöttei
- Jacques Laffitte (1767–1844), bankár és politikus
- Léon Bonnat (1833–1922), festő
- Ramón Altarriba y Villanueva (1841–1906), spanyol karlista politikus, földbirtokos, kiadó és katona
- Louis Leplée (1883–1936), Édith Piaf felfedezője
- René Cassin (1887–1976), jogász, diplomata, oktató, 1968-as Nobel-békedíjas
- Michel Portal (* 1935), zenész
- Katia és Marielle Labèque (* 1950/* 1952), zongoraduó
- Jean-Louis Cazes (* 1951), labdarúgó
- Christian Sarramagna (* 1951), labdarúgó
- Henri de Castries (* 1954), üzletember
- Sylvain Luc (1965–2024), dzsesszgitáros
- Didier Deschamps (* 1968), labdarúgó
- Stéphane Ruffier (* 1986), labdarúgó

## Testvértelepülései
- Bayonne, New Jersey, USA
- Daytona Beach, Florida, USA
- Kutaiszi, Grúzia
- Pamplona, Spanyolország